# Aérodrome de Strasbourg-Neuhof
Pour les articles homonymes, voir Aéroport de Strasbourg.
L’aérodrome de Strasbourg-Neuhof (Code OACI:  LFGC), usuellement appelé aérodrome du Polygone, est un aérodrome civil, ouvert à la circulation aérienne publique (CAP), situé à 4 km au sud-est de Strasbourg dans le quartier du Neuhof.
Il est utilisé pour la pratique d'activités de loisirs et de tourisme (aviation légère, hélicoptère et parachutisme).

## Situation géographique
L'aérodrome se situe au sud-est de la ville de Strasbourg, au lieu-dit du Polygone, à l'est du quartier du Neuhof.

## Historique
Terrain militaire de 1720 jusqu'en 1920, le Polygone fut particulièrement connu en tant que manœuvre de l'armée impériale allemande, on y testa la première mitrailleuse et on y accueillait les parades militaires. Le Polygone devint, dès la naissance de l'aviation, un terrain où furent essayés les premiers aéronefs. Émile Mathis, constructeur installé à la Meinau y présenta le premier meeting aérien.
En 1913, la caserne du «Flieger Bataillon Nr.4» (actuel quartier Aubert de Vincelles) est construite en bordure de l'aérodrome.
École de pilotage de l'armée pendant la Première Guerre mondiale, le Polygone vit s'installer dès l'après guerre la fameuse unité d'avions de chasse, l’escadrille des Cigognes. Antoine de Saint-Exupéry y obtient son brevet de pilote.
Depuis 1920, le Polygone servit à développer l'aviation commerciale, mais également l'aviation de loisir. De nombreux meetings aériens y furent organisés.
L'actuel aéroport de Strasbourg-Entzheim est ouvert en 1923.
Aujourd'hui, le terrain du Polygone est réservé exclusivement à l'aviation de loisir, avec ses écoles de parachutisme, de vol à voile et de vol moteur.
Un musée du parachutisme est également présent sur le site.

## Activités
L'aérodrome sert pour des cours de pilotage, des meetings aériens et d'escale pour les avions de tourisme.
L'Aéro-Club d'Alsace dispose de cinq aéronefs: un Cessna 172R Skyhawk G1000, deux Robin DR400/120 Dauphin, un Robin DR400/160 Major et un ULM Tetras 912 CSP. Il donne des cours de pilotage pour obtenir la licence de pilote privé et le brevet de pilote ULM multiaxes.

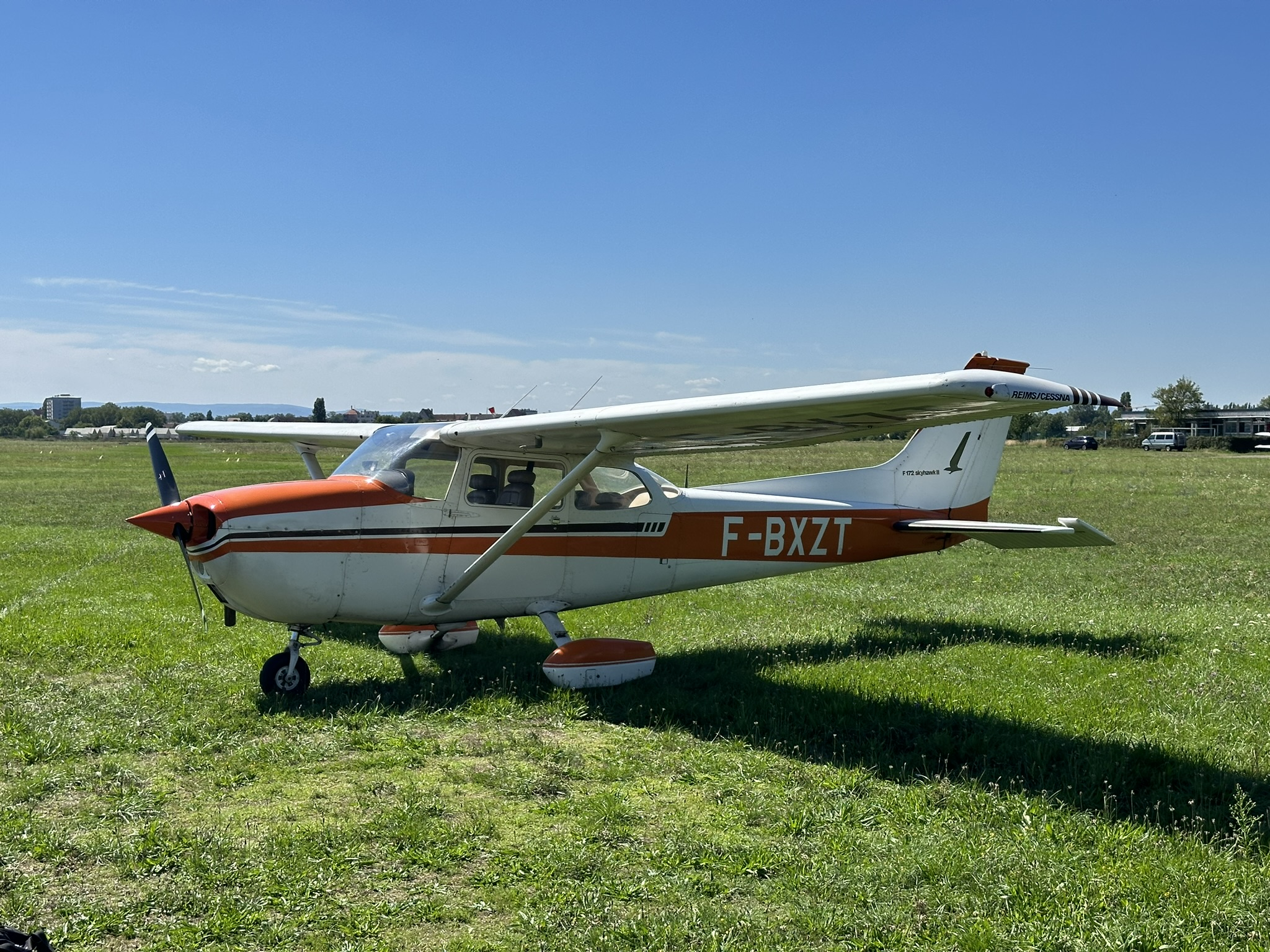
Le Cessna 172M Skyhawk II du Polygone 67

Le Polygone 67 dispose de deux aéronefs: un Reims Cessna 172M Skyhawk II et d'un Reims Cessna 152. Il donne des cours de pilotage pour obtenir la licence de pilote privé.

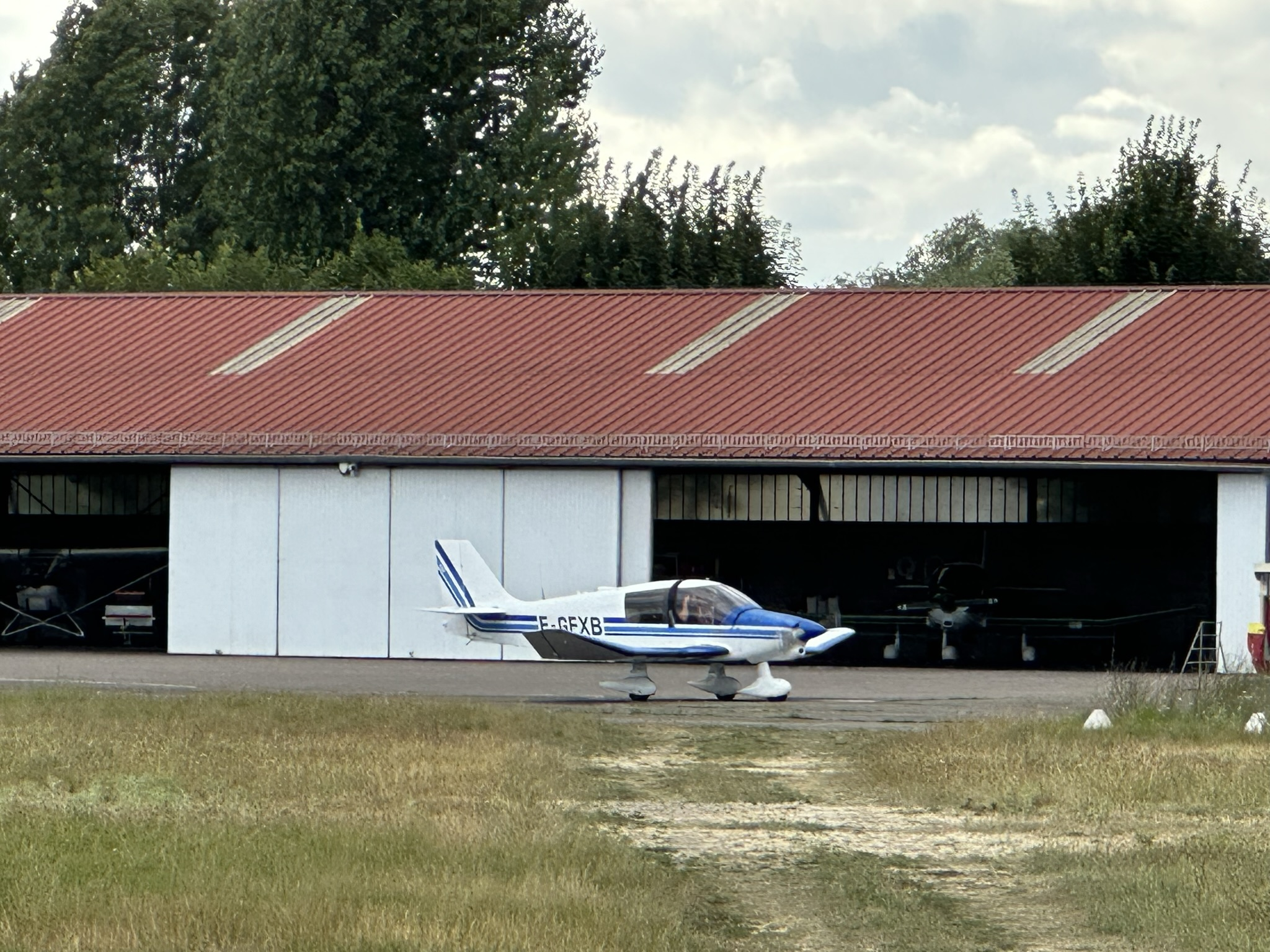
Hangars de l'Aéro-Club d'Alsace

Le Club de Planeur de Strasbourg (CPS, anciennement CIPVVS) dispose de dix aéronefs: un Alexander Schleicher Ka8 B, un Grob G-102 Astir, un Alexander Schleicher ASK 21, deux Centrair Pégase 101, un Schempp-Hirth Janus CM, un Schempp Hirth Ventus C, un Alexander Schleicher ASK 13, un Scheibe SF 25 C ainsi que d'un avion remorqueur ULM AK3 du constructeur André Kieger.
Le Centre École Régional de Parachutisme (CERP) dispose d'un aéronef: un Pilatus PC-6 utilisé pour le largage des parachutistes.
Ces clubs sont organisés autour de l'Association du Terrain d'Aviation du Polygone (ATAP).

## Infrastructures
L'aérodrome dispose de deux pistes orientées nord-sud (17/35):
- Une piste en herbe de 819 m de long pour 60 m de large pour les avions[7],
- Une piste en herbe de 700 m de long pour 80 m de large pour les planeurs.

L'aérodrome n'est pas contrôlé. Les communications s'effectuent en auto-information sur la fréquence 126.880 MHz.
S'y ajoutent:
- des aires de stationnement;
- Hangars du Polygone 67des hangars;

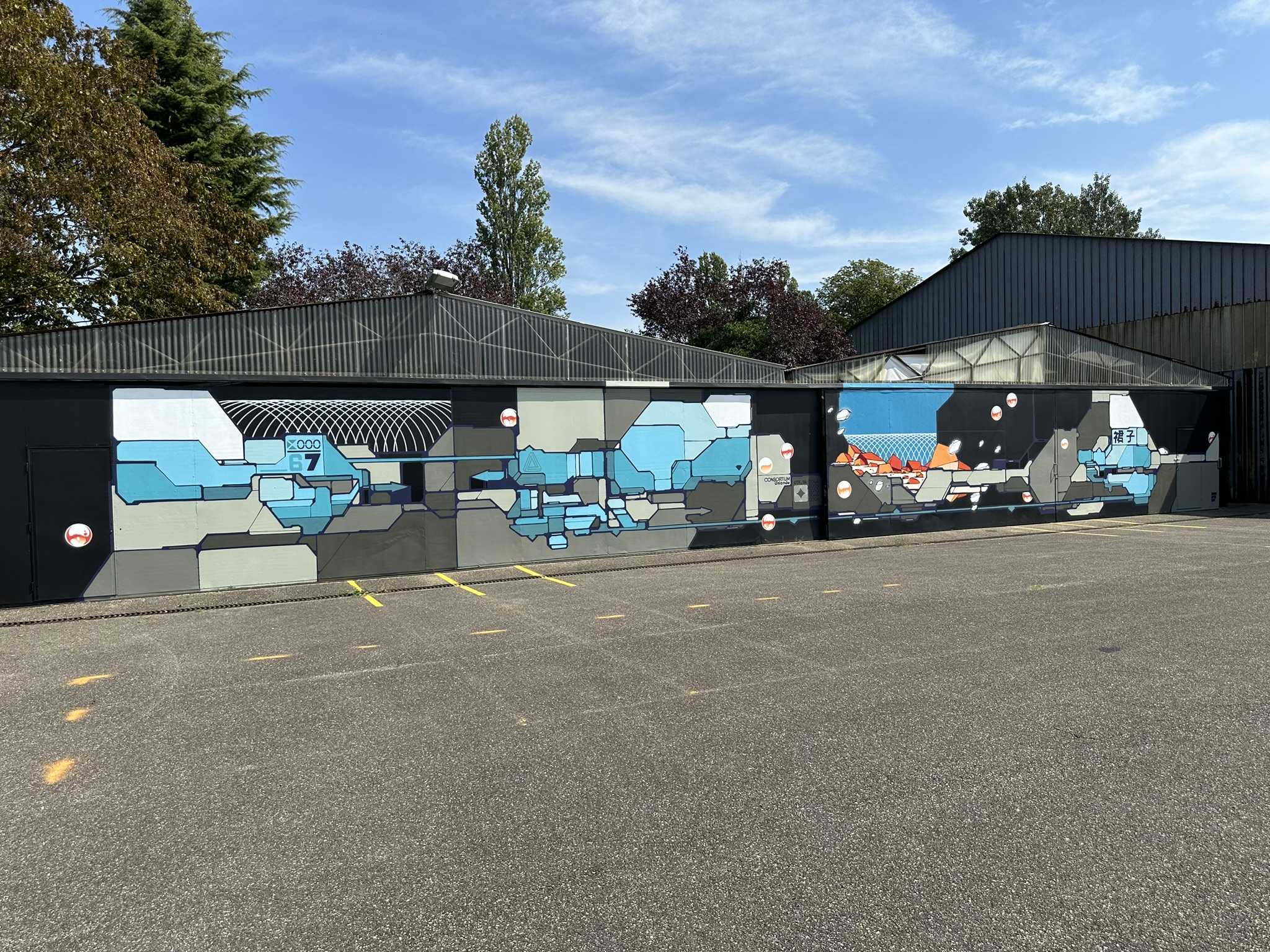
Hangars du Polygone 67

- une station d'avitaillement en carburant (100LL et Jet-A1)

Chaque club est une entité indépendante et possède son propre hangar, son propre clubhouse et ses propres installations sanitaires, cuisines, bars…

## Accidents et incidents
L'aérodrome a connu plusieurs accidents: accident du Cessna F182Q Skylane de l'Aéro-Club d'Alsace en juillet 2012 qui fait une sortie de piste après la rupture de son train avant (pilote et passager indemnes),, collision au sol du DR400-120 de l'Aéro-Club d'Alsace et du Pilatus PC-6 du CERP en août 2018 (pilotes et passagers indemnes), accident d'une parachutiste au CERP en mai 2022 (parachutiste décédée),,,.